# Mirastrella
Mirastrella is een geslacht van zeesterren uit de familie Leilasteridae.

## Soort
- Mirastrella biradialis Fisher, 1940